# Deborah Ross
Deborah Ross, nata Koff (Filadelfia, 20 giugno 1963), è una politica statunitense, membro della Camera dei Rappresentanti per lo stato della Carolina del Nord dal 2021.

## Biografia
Nata a Filadelfia e cresciuta nel Connecticut, Deborah Ross studiò all'Università Brown e si laureò in giurisprudenza all'Università della Carolina del Nord a Chapel Hill. Operò per venticinque anni come avvocato e insegnò all'Università Duke. Tra il 1994 e il 2002 lavorò per l'American Civil Liberties Union.
Entrata in politica con il Partito Democratico, nel 2002 venne eletta all'interno della Camera dei rappresentanti della Carolina del Nord, dove rimase per i successivi dieci anni. Nel 2013 annunciò il suo ritiro per dedicarsi all'attività professionale privata.
Nel 2016 tornò alla politica candidandosi per il seggio del Senato occupato dal repubblicano Richard Burr. La campagna elettorale fu estremamente combattuta e la Ross riuscì a raccogliere più fondi di Burr, ma alla fine fu sconfitta di misura.
Nel 2020 Deborah Ross si candidò per un seggio della Camera dei Rappresentanti in un distretto congressuale ridisegnato per ordine della magistratura e che sulla carta risultava particolarmente favorevole ai democratici. Al termine delle elezioni, la Ross risultò vincitrice con il 63% delle preferenze e approdò così al Congresso.

## Vita privata
Ross e suo marito, Steve Wrinn (sposato nel 1994), vivono in una casa che hanno restaurato a Boylan Heights, un quartiere storico di Raleigh.